# Kunsthalle Münster

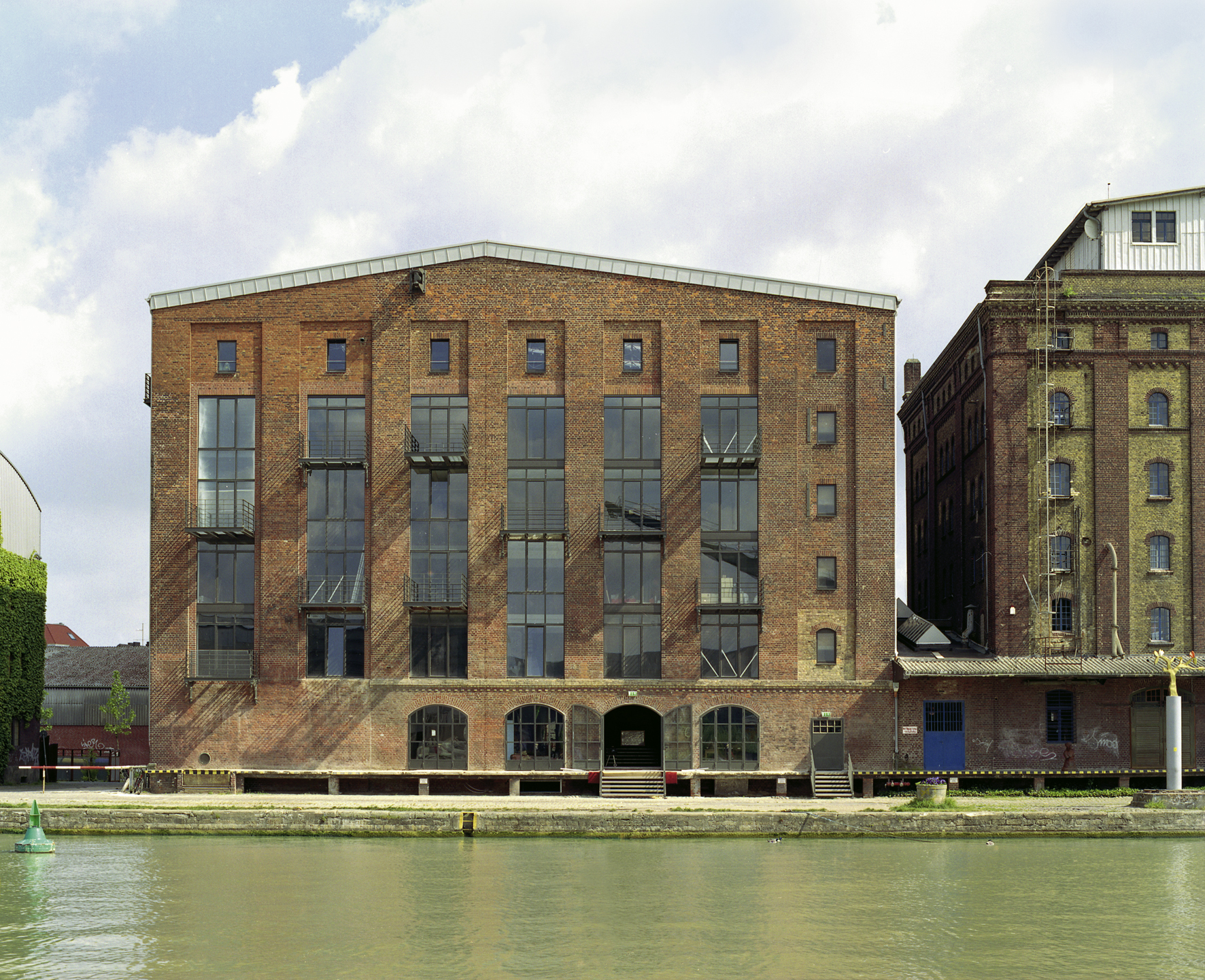
Die Kunsthalle Münster (2008)

Die am 19. September 1991 unter Gail B. Kirkpatrick eröffnete Städtische Ausstellungshalle Am Hawerkamp ist seit 2012 als Kunsthalle Münster ein Ausstellungsraum für zeitgenössische Kunst. Seit ihrem Umzug im Jahr 2004 befindet sie sich im fünften Stock des Speicher II, einem historischen Industriegebäude in Münsters Stadthafen.
In wechselnden Einzel- und Gruppenausstellungen präsentiert die Kunsthalle Münster nationale wie internationale zeitgenössische Kunst. Als städtische Institution ohne eigene Sammlung reagiert die Kunsthalle flexibel auf aktuelle Tendenzen im Kunstgeschehen und nimmt gesellschaftlich relevante Themen in den Blick. Auf etwa 800 m² Projektfläche werden hierzu individuelle Ausstellungsformate entwickelt, die stets durch ein umfangreiches Vermittlungsprogramm begleitet werden. Die Kunsthalle fördert explizit künstlerische Neuproduktionen wie auch den interdisziplinären Austausch und versteht sich damit als Laboratorium und Diskussionsplattform gleichermaßen. Einmal jährlich gastiert zudem die Förderpreisausstellung der Freunde der Kunstakademie Münster in der Kunsthalle.
Als Teil des Kulturamts verantwortet die Kunsthalle Münster nicht nur das Programm in den Räumen am Hafenweg, sondern betreut auch die Werke der Öffentlichen Sammlung der Stadt Münster.
Zum 1. Juli 2018 hat Merle Radtke die Leitung der Kunsthalle Münster übernommen. Ihr Programm eröffnete sie am 14. Dezember 2018 mit einer Einzelausstellung der amerikanischen Künstlerin Mary Beth Edelson.
Seit 2020 ist der Kunsthalle Münster mit Residence NRW⁺ zudem ein Stipendienprogramm für Künstler und Kuratoren angegliedert.

## Sonderausstellungen (Auswahl)
- 2000: Colour Me Blind! Malerei in Zeiten von Computergame und Comic[4]
- 2001: Night on Earth – Fotografie und Videokunst
- 2004: Heute hier, morgen dort ... – Eine modellhafte Befragung städtischer Identität in Münster[5]
- 2004: Firewall[6]
- 2007: Phil Collins: Gercegin geri donusu. The Return of the Real[7]
- 2011: Times are us: 11 Positionen zur Videokunst[8] (Ausstellung im Rahmen des Filmfestivals Münster)
- 2013: One of us cannot be wrong – Positionen zur Video- und Medienkunst[9]
- 2016: Solid Liquids – Internationale Tendenzen der Skulptur in der Gegenwartskunst[10]
- 2018: Irony and Idealism[11]
- 2019: Christiane Blattmann. Un-Break My Walls.
- 2020: Tobias Euler, Veit Sprenger, Thies Mynther: Moon Machine, Landing[12]
- 2022/23: Mikołaj Sobczak. Leibeigene
- 2023: Pedro Barateiro: Crying in Public
- 2025: Rosa Tharrats. We Are Full of Winds and Sea and Solar Threads